# 불이라 불리운 여인
"불이라 불리운 女人"은 1988년에 개봉한 대한민국의 영화이다.

## 캐스팅
- 이동준
- 이수진
- 박기택
- 최인숙
- 김애경
- 신찬일
- 김수천
- 김예성